# Discoderus amoenus
Discoderus amoenus är en skalbaggsart som beskrevs av Leconte. Discoderus amoenus ingår i släktet Discoderus och familjen jordlöpare. Inga underarter finns listade i Catalogue of Life.